# Cole World: The Sideline Story
Cole World: The Sideline Story é o álbum de estúdio de estréia lançado pelo rapper norte-americano J. Cole, no dia 27 de Setembro de 2011 pela editora discográfica Roc Nation. Alcançou a primeira posição na tabela musical Billboard 200, com 218 mil cópias vendidas na sua semana de estreia.